# 201372 Sheldon
201372 Sheldon è un asteroide della fascia principale. Scoperto nel 2002, presenta un'orbita caratterizzata da un semiasse maggiore pari a 3,0918779 UA e da un'eccentricità di 0,1584587, inclinata di 16,89969° rispetto all'eclittica.